# Sói vịnh Hudson
Sói vịnh Hudson (Canis lupus hudsonicus, Cabrera 1907) là một phân loài của loài sói xám. Phân loài Canis lupus hudsonicus là loài bản địa ở phía bắc Keewatin, bao gồm cả bờ biển phía tây bắc vịnh Hudson ở Canada. Nó được phân loại lần đầu tiên như một phân loài riêng biệt vào năm 1941 bởi Edward Goldman, người đã mô tả nó là một phân loài có kích thước trung bình, màu trắng tương tự như sói Bắc Cực (C. l. arctos), nhưng với một hộp sọ phẳng hơn. Con sói này đã chính thức được công nhận là phân loài Canis lupus trong Tài liệu phân loại loài động vật có vú của thế giới năm 2005.